# Paul Krisai

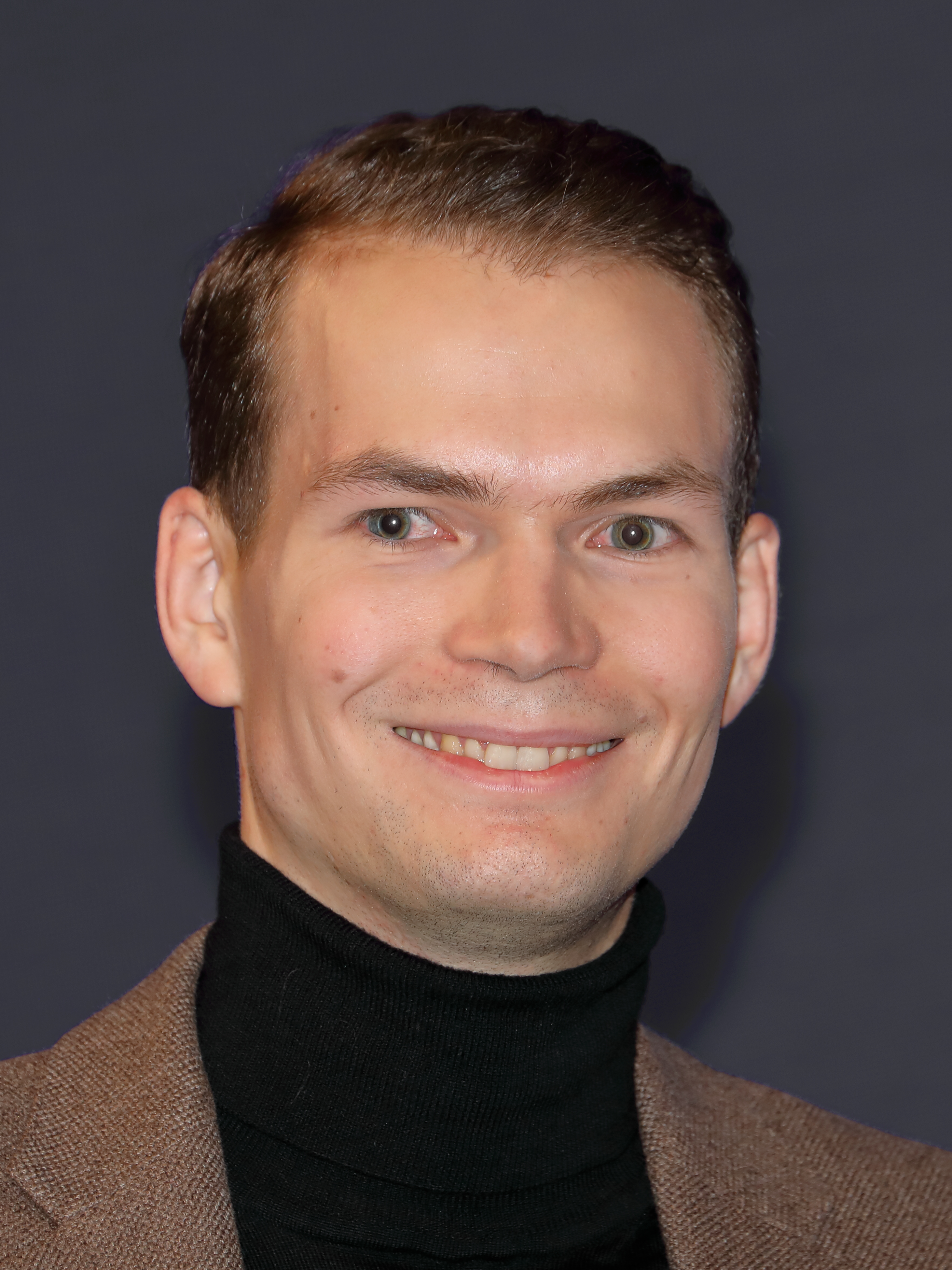
Paul Krisai (2023)

Paul Krisai (* 25. September 1994 in Mödling) ist ein österreichischer Journalist und war von 2019 bis 2023 ORF-Korrespondent in Moskau.

## Werdegang
Paul Krisai wuchs in Mödling auf und besuchte das Bundesgymnasium und Bundesrealgymnasium Perchtoldsdorf. Nach der Matura studierte er an der Fachhochschule Joanneum in Graz Journalismus und lernte im Rahmen des Studiums Russisch. Während des Studiums schrieb er unter anderem Artikel für die Grazer Straßenzeitung Megaphon und das Magazin The Red Bulletin. Er verbrachte ein Semester in St. Petersburg, das sein Interesse für Russland und den Osten Europas weckte. Er absolvierte dort Praktika für die Moskauer Deutsche Zeitung und den russischen Fernsehkanal Doschd. Außerdem arbeitete er der damaligen ORF-Korrespondentin in Moskau, Carola Schneider, zu. 2017 absolvierte Krisai ein viermonatiges Praktikum im Auslandsressort der Zeit im Bild. Danach wechselte er ins Auslandsressort der Radioinformation. Für die Radiosender des ORF berichtete er über die Flüchtlingskrise auf der griechischen Insel Lesbos, über Straßenproteste in der ungarischen Hauptstadt Budapest und über die Weltklimakonferenz im polnischen Katowice. Seit 2019 ist Paul Krisai ORF-Auslandskorrespondent im ORF-Büro Moskau, dessen Leitung er seit 1. Oktober 2021 innehat. Auch berichtete er 2022 über den Krieg zwischen Russland und der Ukraine. Mit 1. Oktober 2023 soll ihm Carola Schneider als Leiterin des Moskauer ORF-Büros nachfolgen.

## Publikationen
- 2023: Russland von innen: Leben in Zeiten des Krieges mit Miriam Beller, Paul-Zsolnay-Verlag, Wien 2023, ISBN 978-3-552-07369-2

## Auszeichnungen
- 2022: Robert-Hochner-Preis – Sonderpreis[5]
- 2022: Journalist des Jahres[6]